# Fedotovit
Fedotovit ist ein sehr selten vorkommendes Mineral aus der Mineralklasse der „Sulfate (einschließlich Selenate, Tellurate, Chromate, Molybdate und Wolframate)“ mit der chemischen Zusammensetzung K2Cu2+3[O|(SO4)3] und damit chemisch gesehen ein Kalium-KupferSulfat mit zusätzlichen Sauerstoffionen.
Fedotovit kristallisiert im monoklinen Kristallsystem und bildet krustige Überzüge, bestehend aus unvollkommen pseudohexagonalen, flockenähnlichen oder tafeligen Kristallen etwa 5 mm Größe. Die Kristalle sind durchsichtig, von blaugrüner oder smaragd- bis grasgrüner Farbe und zeigen auf den Oberflächen einen glasähnlichen Glanz. In Aggregatform schimmert das Mineral dagegen eher seidenähnlich. Auf der Strichtafel hinterlässt Fedotovit einen hellgrünen Strich.

## Etymologie und Geschichte
Erstmals entdeckt wurde Fedotovit in Mineralproben, die nach der großen Spalteneruption an den Fumarolen des Tolbatschik auf der Halbinsel Kamtschatka im russischen Föderationskreis Ferner Osten gesammelt wurden. Die Analyse und Erstbeschreibung erfolgte 1988 durch Lidija Pawlowna Wergassowa, Stanislaw K. Filatow, E. K. Serafimova und Galina L. Starowa (russisch: Л. П. Вергасова, С. К. Филатов, Е. К. Серафимова, Г. Л. Старова), die das Mineral nach dem russischen Vulkanologen, Seismologen und früheren Direktor des Russischen Instituts für Vulkanologie und Seismologie Sergei Alexandrowitsch Fedotow (russisch: Сергея Александровича Федотова; 1931–2019) benannten.
Das Typmaterial des Minerals wird in der Mineralogischen Sammlung der Staatlichen Bergbau-Universität Sankt Petersburg (ehemals Staatliches Bergbauinstitut) in Sankt Petersburg unter der Katalog-Nr. 1890/1 aufbewahrt.

## Klassifikation
Da der Fedotovit erst 1986 als eigenständiges Mineral anerkannt wurde, ist er in der seit 1977 veralteten 8. Auflage der Mineralsystematik nach Strunz noch nicht verzeichnet.
Im zuletzt 2018 überarbeiteten und aktualisierten Lapis-Mineralienverzeichnis nach Stefan Weiß, das sich im Aufbau noch nach dieser alten Form der Systematik von Karl Hugo Strunz richtet, erhielt das Mineral die System- und Mineral-Nr. VI/B.05-010. In der „Lapis-Systematik“ entspricht dies der Klasse der „Sulfate, Chromate, Molybdate und Wolframate“ und dort der Abteilung „Wasserfreie Sulfate, mit fremden Anionen“, wobei in den Gruppen VI/B.01 bis 10 vorwiegend Verbindungen mit mittelgroßen Kationen eingeordnet sind. Fedotovit bildet hier zusammen mit Alumoklyuchevskit, Chlorothionit, Kamchatkit, Klyuchevskit, Piypit und Puninit eine unbenannte Gruppe mit der Systemnummer VI/B.05.
Die von der International Mineralogical Association (IMA) zuletzt 2009 aktualisierte 9. Auflage der Strunz’schen Mineralsystematik ordnet den Fedotovit in die erweiterte Klasse der „Sulfate (Selenate, Tellurate, Chromate, Molybdate und Wolframate)“, dort aber ebenfalls in die Abteilung der „Sulfate (Selenate usw.) mit zusätzlichen Anionen, ohne H2O“ ein. Diese ist allerdings weiter unterteilt nach der relativen Größe der beteiligten Kationen, so dass das Mineral entsprechend seiner Zusammensetzung in der Unterabteilung „Mit mittelgroßen und großen Kationen“ zu finden ist, wo es zusammen mit Euchlorin die unbenannte Gruppe 7.BC.30 bildet.
Auch die vorwiegend im englischen Sprachraum gebräuchliche Systematik der Minerale nach Dana ordnet den Fedotovit in die Klasse der „Sulfate, Chromate und Molybdate“ und dort in die Abteilung der „Wasserfreie Sulfate mit Hydroxyl oder Halogen“ ein. Hier ist er als einziges Mitglied in der unbenannten Gruppe 30.03.04 innerhalb der Unterabteilung „Wasserfreie Sulfate mit Hydroxyl oder Halogen mit verschiedenen Formeln“ zu finden.

## Chemismus
In der idealen (theoretischen) Zusammensetzung von Fedotovit K2Cu2+3[O|(SO4)3] besteht das Mineral im Verhältnis aus zwei Kalium- (K+) und drei zweiwertigen Kupfer-Kationen (Cu2+) sowie drei Sulfat-Anionen [SO4]2− und einem zusätzlichen Sauerstoff-Anion (O2−) zum Ladungsausgleich in der Verbindung. Diese Zusammensetzung entspricht einem Massenanteil (Gewichts-%) von 13,65 Gew.-% K, 33,27 Gew.-% Cu, 16,79 Gew.-% S und 36,30 Gew.-% O oder in der Oxidform 16,44 Gew.-% K2O, 41,65 Gew.-% CuO und 41,92 Gew.-% SO3.
Zwei chemische Analysen an den natürlichen Mineralproben des Typmaterials vom Tolbatschik ergaben dagegen in der Oxidform leicht abweichende Werte von 13,97 und 13,30 Gew.-% K2O, 38,93 und 38,81 Gew.-% CuO sowie 42,00 und 41,79 Gew.-% SO3. Zusätzlich waren geringe Gehalte von 1,48 und 1,50 Gew.-% Na2O, 0,7 und 0,62 Gew.-% PbO sowie 0,37 und 0,21 Gew.-% ZnO. Weitere, in Spuren enthaltene Elemente wurden nicht gemessen. Die restlichen unlöslichen Bestandteile betrugen 2,8 und 2,3 Gew.-%.
Auf der Basis von 13 Sauerstoffatomen korrespondieren diese Werte mit den empirischen Formeln (K1,62Na0,28)Σ=1,93(Cu2,85Zn0,02Pb0,01)Σ=2,88S3,05O13 und (K1,72Na0,28)Σ=2,00(Cu2,84Zn0,03Pb0,01)Σ=2,88S3,04O13., die zur eingangs genannten bzw. von der IMA publizierten Formel K2Cu3O(SO4)3 idealisiert wurden.

## Kristallstruktur
Fedotovit kristallisiert monoklin in der Raumgruppe C2/c (Raumgruppen-Nr. 15) mit den Gitterparametern a = 19,04 Å; b = 9,48 Å; c = 14,23 Å und β = 111,0° sowie 8 Formeleinheiten pro Elementarzelle.

## Bildung und Fundorte
Fedotovit bildet sich als Sublimationsprodukt aus vulkanischen Gasen an den Rändern von Fumarolen. Als Begleitminerale können unter anderem Alarsit, Atlasovit, Chalkocyanit, Dolerophanit, Euchlorin, Hämatit, Klyuchevskit, Lammerit, Langbeinit, Melanothallit, Nabokoit, Piypit, Tenorit, Tolbachit und Vergasovait auftreten.
Außer an seiner Typlokalität an den Fumarolen der großen Spalteneruption fand sich das Mineral auf Kamtschatka noch an den Fumarolen Arsenatnaja („Arsenat-Fumarole“), Treschtschina („Spalte“) und Jadowitaja („Die Giftige“) am zweiten Schlackenkegel des Tolbatschik. Weitere Fundorte in Russland sind bisher nicht dokumentiert.
Weltweit kennt man Fedotovit bisher nur noch von einem weiteren Fundort (Stand 2023), einer ehemaligen Nickel-Grube (auch Bell Nickel, Cottonwood Canyon Nickel Mine, London and Liverpool Mines) bei Bolivia im Churchill County des US-Bundesstaates Nevada.